# فابيانا هورتادو
فابيانا هورتادو تارازونا (من مواليد 1998) حاملة لقب مسابقة ملكة جمال بوليفيا فازت بلقب ملكة جمال بوليفيا 2019. في سيريونو دي لا فيكسبو، في مدينة سانتا كروز حيث تنافست مع اثنين وعشرين متسابقًا واكتسبت الفرصة لتمثيل بلدها بوليفيا في مسابقة ملكة جمال الكون 2019.

## روابط خارجية
- promocionesgloria.com
- missuniverse.com

| الجوائز و الإنجازات | الجوائز و الإنجازات    | الجوائز و الإنجازات |
| ------------------- | ---------------------- | ------------------- |
| سبقه جويس برادو     | ملكة جمال بوليفيا 2019 | تبعه لينكا نمر      |